# Ch-aviation
ch-aviation  (prononcé en anglais : /siː eɪtʃ ˌeɪviˈeɪʃən/ ) est une entreprise suisse qui fournit des données pour le secteur de l’aviation civile. Elle propose, via abonnement, des informations détaillées sur les compagnies aériennes, les réseaux de routes et l’actualité du secteur, utilisées par des acteurs tels qu’Airbus, AerCap, Delta Airlines pour la prise de décisions stratégiques et opérationnelles,.
Fondée en 1998 à Chur, Suisse, par Thomas Jäger et Max Oldorf, la société s’est peu à peu transformée d’un portail gratuit d’informations en une plateforme DaaS (Data as a Service) hautement spécialisée. Chaque année, plus d’1,8 million d’utilisateurs allant de compagnies aériennes et loueurs d’avions jusqu’à des aéroports et organismes gouvernementaux se connectent pour accéder à des données précises (flottes, routes, horaires, incidents) et à une veille quotidienne de l’actualité du secteur, ce qui fait de ch‑aviation une référence pour les décideurs de l’industrie.

## Historique
En 1998, Thomas Jäger lance ch-aviation à Chur, en Suisse, comme plateforme gratuite d’information sur l’aviation civile.

## Services
ch-aviation propose notamment :  
- Une base de données regroupant plus de 41 000 appareils et 1 000 compagnies aériennes, incluant les historiques de flottes, codes IATA/ICAO, statistiques de vol et incidents[6].
- Une rubrique « News » quotidienne couvrant les évolutions de flottes, les fusions, acquisitions et nominations de direction[6].
- Des flux de données bruts (API) pour intégration à des systèmes tiers[6].
- Des rapports spécialisés (ACMI, charters, MRO, etc.)[6].